# Représentations diplomatiques au Togo

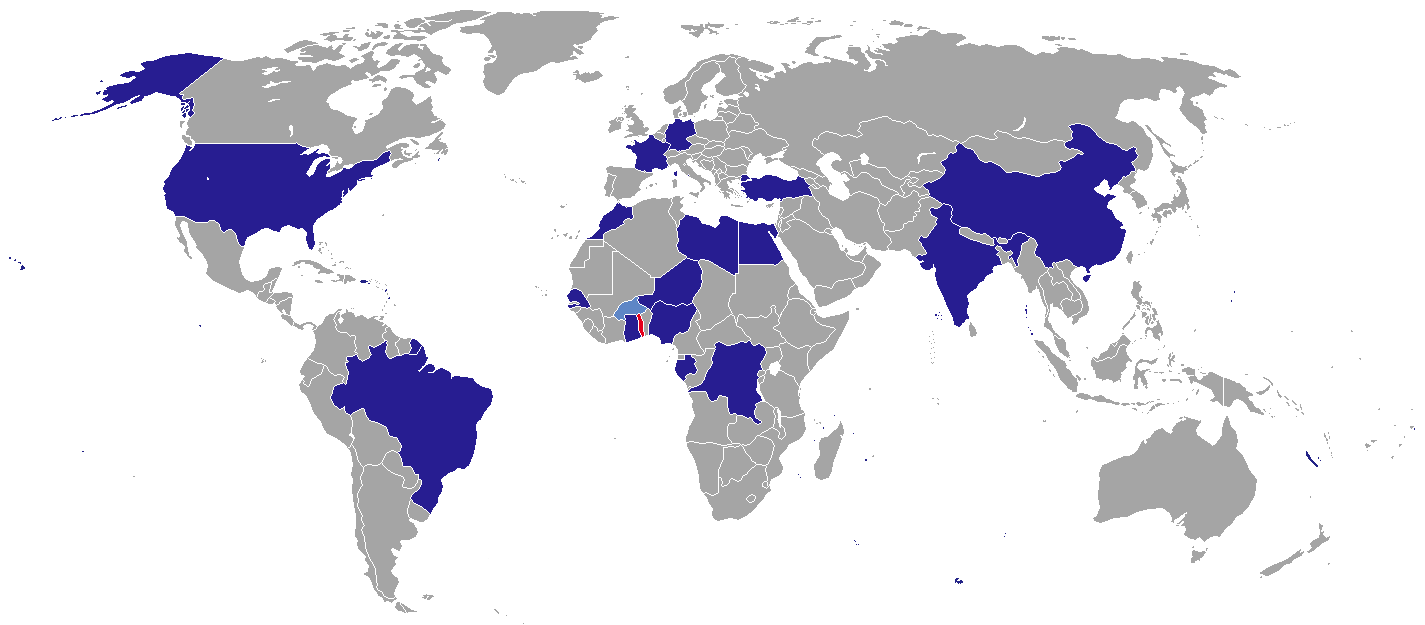
Représentations diplomatiques au Togo

Ceci est une liste des représentations diplomatiques au Togo. À l'heure actuelle, 16 ambassades résident à Lomé, et plusieurs autres pays accréditent des ambassadeurs des pays voisins.

## Ambassades
- Allemagne
- Angola
- Brésil
- Chine
- Égypte : ambassade
- États-Unis
- France : ambassade
- Gabon
- Ghana
- Libye
- Niger
- Nigeria
- République démocratique du Congo
- Sénégal

 Ordre de Malte
- Vatican

## Missions à Lomé
- Union européenne (Délégation)

## Ambassades non résidentes
| - Arabie saoudite (Accra) - Afrique du Sud (Abidjan) - Algérie (Accra) - Argentine (Abuja) - Australie (Accra) - Palestine (Abuja) - Autriche (Abuja) - Bénin (Cotonou) - Belgique (Cotonou) - Bulgarie (Abuja) - Cameroun (Abuja) - Canada (Accra) - Corée du Sud (Accra) - Croatie (Paris) - Cuba (Cotonou) - Danemark (Accra) - Espagne (Accra) - Émirats arabes unis (Accra) - Finlande (Abuja) - Grèce (Abuja) - Haïti (Paris) - Hongrie (Abuja) - Honduras (Paris) - Inde (Accra) - Indonésie (Abuja) - Israël (Abidjan) - Italie (Accra) - Japon (Abidjan) - Jordanie (Alger) - Koweït (Abuja) - Kenya (Abuja) - Laos (Paris) - Lesotho (Tripoli) - Lettonie (Paris) - Liban (Abuja) - Lituanie (Paris) - Mali (Accra) - Maldives (Londres/London) - Malaisie (Accra) - Maroc (Accra) - Mexique (Abuja) - Norvège (Abuja) - Pays-Bas (Accra) - Pologne (Abuja) - Portugal (Dakar) - Qatar (Accra) - Tchéquie (Accra) - Roumanie (Abuja) - Royaume-Uni (Accra) - Russie (Cotonou) - Saint-Christophe-et-Niévès (Londres/London) - Serbie (Ville de Nouve York) - Slovaquie (Abuja) - Suède (Abuja) - Suisse (Accra) - Thaïlande (Abuja) - Tanzanie (Abuja) - Turquie (Accra) - Viêt Nam (Abuja) |